# Svanskärnan

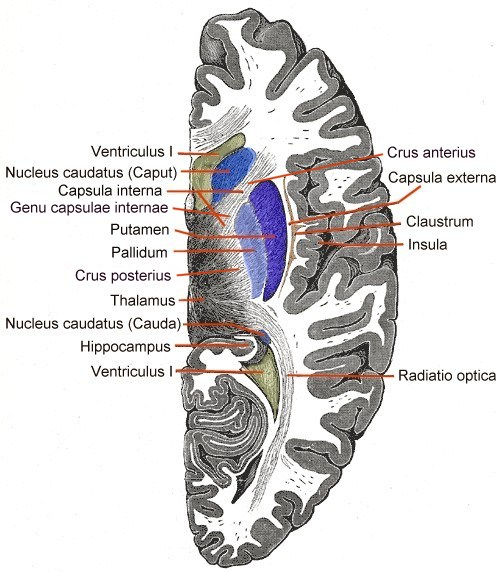
Horisontalsnitt av hjärnan, basala ganglierna är blåfärgade

Svanskärnan eller nucleus caudatus är den största av storhjärnans kärnor och ser för det mesta, från sidan, lite ut som bokstaven C eller som en lång svans. Svanskärnans övre övre del bildar ytterväggen i sidoventrikelns främre och centrala del. Medan den avsmalnande bakre och undre partierna- själva svansen- ligger i taket på sidoventrikelns tinningdel
Svanskärnan är  tillsammans med skalkärnan en del av dorsala striatum och svanskärnan är en av huvudstrukturen i de basala ganglierna tillsammans med nucleus lentiformis, linskärnan, vilken består av putamen och globus pallidus. Mellan svanskärnan och putamen löper nervfiberstråket capsula interna(vit substans), som här genomkorsas av band av grå substans, vilket ger den anatomiska formationen en strimmig skepnad
Svanskärnan tar emot signaler från alla områden i hjärnbarken och skickar sedan vidare signalerna framförallt till de basala ganglierna men också genom putamen och globus pallidus till thalamus och sedan vidare till de främre kortikala områden. Svanskärnan och resten av ganglierna har också en ömsesidig förbindelse med mitthjärnan, särskilt med substantia nigra i mitthjärnan tegmentum vilket är en viktig del av hjärnans belöningssystem. Forskare trodde från början att svanskärnan enbart är inblandad i medvetna rörelseprocesser, alltså frivilliga rörelser och svanskärnan är kanske inblandad i medvetna rörelseprocesser men det är inblandad i långt fler funktioner som är kopplade till den här delen av hjärnan
Det som har gjort att man har länge varit medvetna om svankärnans inblandning i rörelse, är att man har varit medveten om att den är en delaktig komponent i Parkinsons sjukdom men forskning tyder på att den är inblandad i andra funktioner också Svanskärnan verkar vara särskilt länkad till kognitiva processer, striatums generella uppgift tycks vara att modulers storhjärnans inlärda processer, så att de blir mer effektiva i psykologiska aktiviteter, både psykiska och motoriska Men också funktioner så som inlärning, att lagra minnen, att fungera som en återkopplingsprocessor, svanskärnan är också en viktig del vid utveckling av språk och hur man sedan använder språket, det är speciellt den vänstra svanskärnan som är viktig för kommunikation Svanskärnan verkar bidra till beteendet genom att stimulera handlingsscheman och val av lämpliga delmål baserat på en bedömning av vad olika utspel kommer att få för resultat, båda dessa processer är viktiga för en framgångsrik målinriktat åtgärd
Det finns forskning som tyder på att svanskärnan är inblandad vid tvångssyndrom (OCD) och de menar att det då är en störning i svanskärnan som gör att signalerna inte skickas som de ska. Den kan också vara inblandad vid depression, ADHD-PI, vilket motsvarar det äldre begreppet ADD och vissa aspekter av schizofreni
Vid Huntingtons sjukdom är ett av de karakteristiska neuropatologiska fynden svår atrofi i de basala ganglierna, speciellt i svanskärnan och i putamen. Fysiologiska avbildningsstudier har visat att störningen under sjukdomens tidigare faser är relativt begränsade till striatum, särskilt till svanskärnan och de runtomliggande strukturerna var till mesta del oskadda. Men hjälp av skadeutredning kan man därför ta reda på mycket mer om de basala ganglierna och speciellt svanskärnan psykologiska funktioner
Svanskärnan är i hög utsträckning innerverad av dopaminerga neuron, som stammar från ventrala tegmentområdet samt substantia nigra.
Svanskärnan har många olika funktioner och det finns mycket forskning kvar att göra för att förstå exakt vilka funktioner som svanskärnan är inblandad i.